# آی‌چی‌یی
آی‌چی‌یی (به انگلیسی: iQIYI، چینی: 爱奇艺؛ پین‌یین: Ài qí yì)، سابقاً چی‌یی (Qiyi؛ 奇艺)، یک سرویس اشتراک ویدئوی چینی مستقر در پکن است که در ۲۲ آوریل ۲۰۱۰ راه اندازی شد.
آی‌چی‌یی در حال حاضر یکی از بزرگترین سای‌های ویدیویی آنلاین در جهان است، هر ماه تقریبا ۶ میلیارد ساعت صرف خدمات خود می‌کند و بیش از ۵۰۰ میلیون کاربر فعال دارد. در ۲۹ مارس ۲۰۱۸، این شرکت آی‌پی‌اُ (عرضه اولیه سهام) خود را در ایالات متحده آمریکا صادر کرد و ۲٫۲۵ میلیارد دلار سرمایه جمع کرد. آی‌چی‌یی از ۱۵ اکتبر ۲۰۲۰ در تایوان، به دلیل ممنوعیت همکاری دولت تایوان با مشارکت با شرکت‌های پخش کننده فیلم در سرزمین اصلی چین، در دسترس نیست.